# Lophopetalum wightianum
Lophopetalum wightianum är en benvedsväxtart som beskrevs av George Arnott Walker Arnott. Lophopetalum wightianum ingår i släktet Lophopetalum och familjen Celastraceae. Inga underarter finns listade.

## Bildgalleri

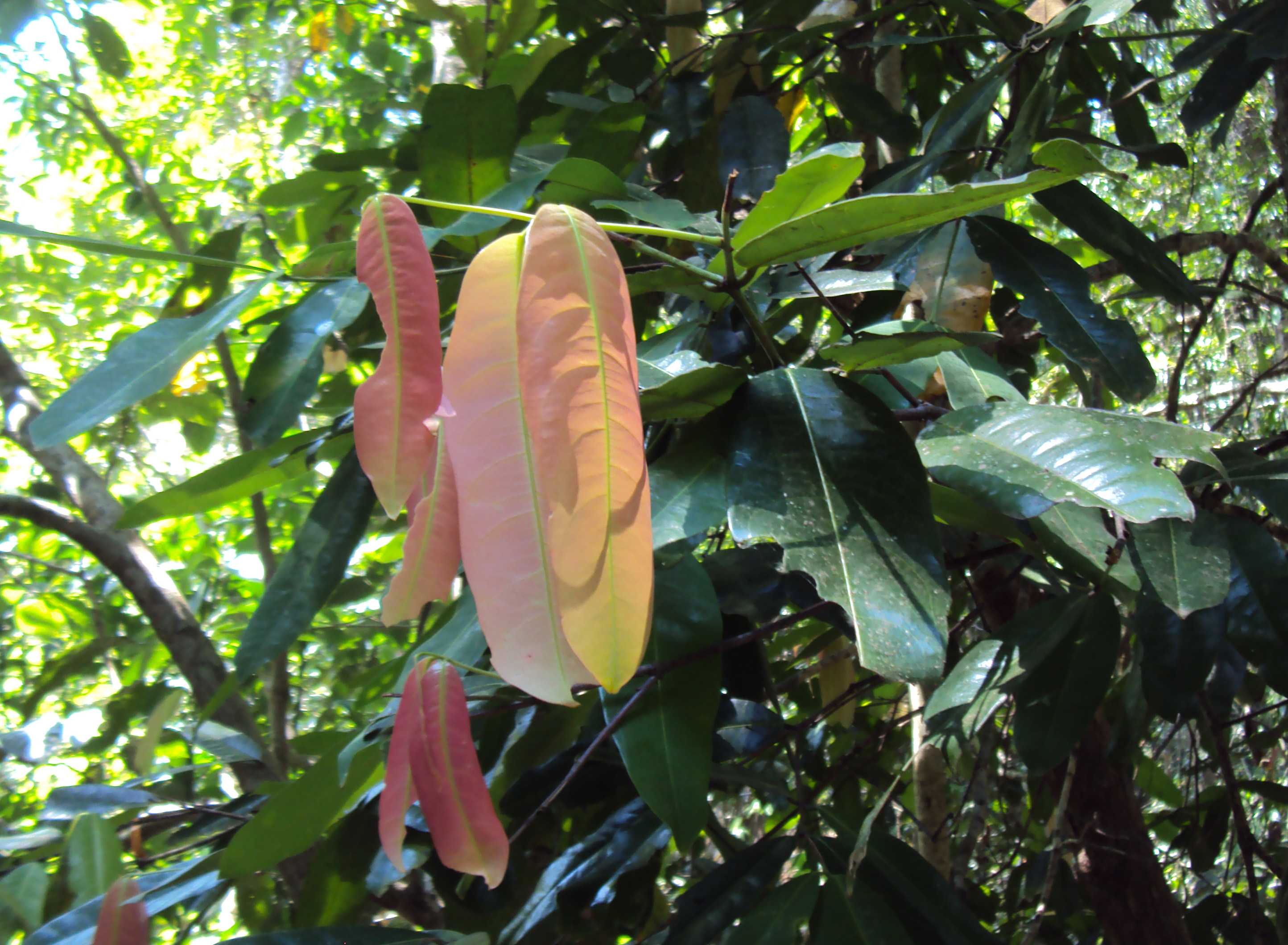
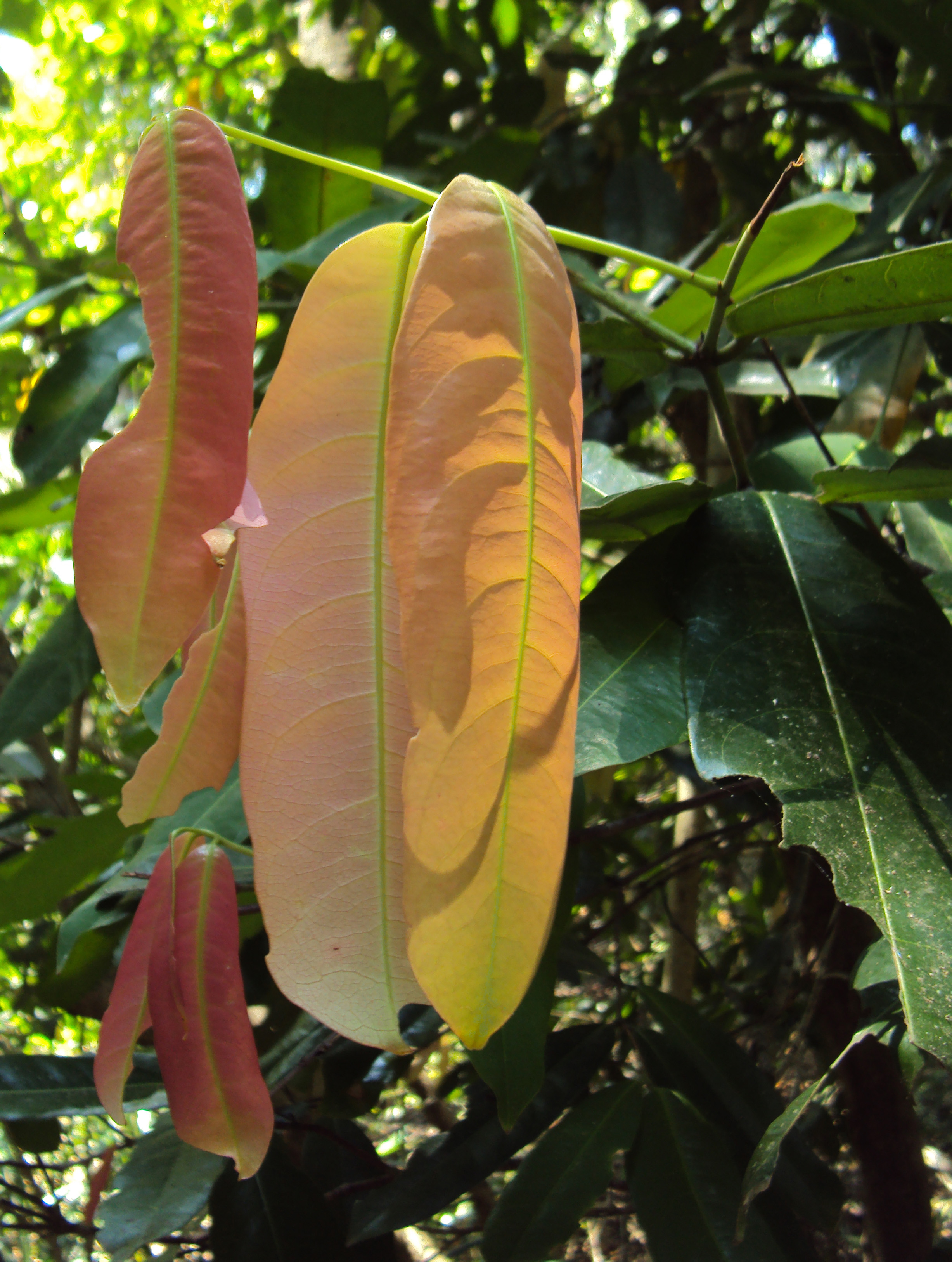
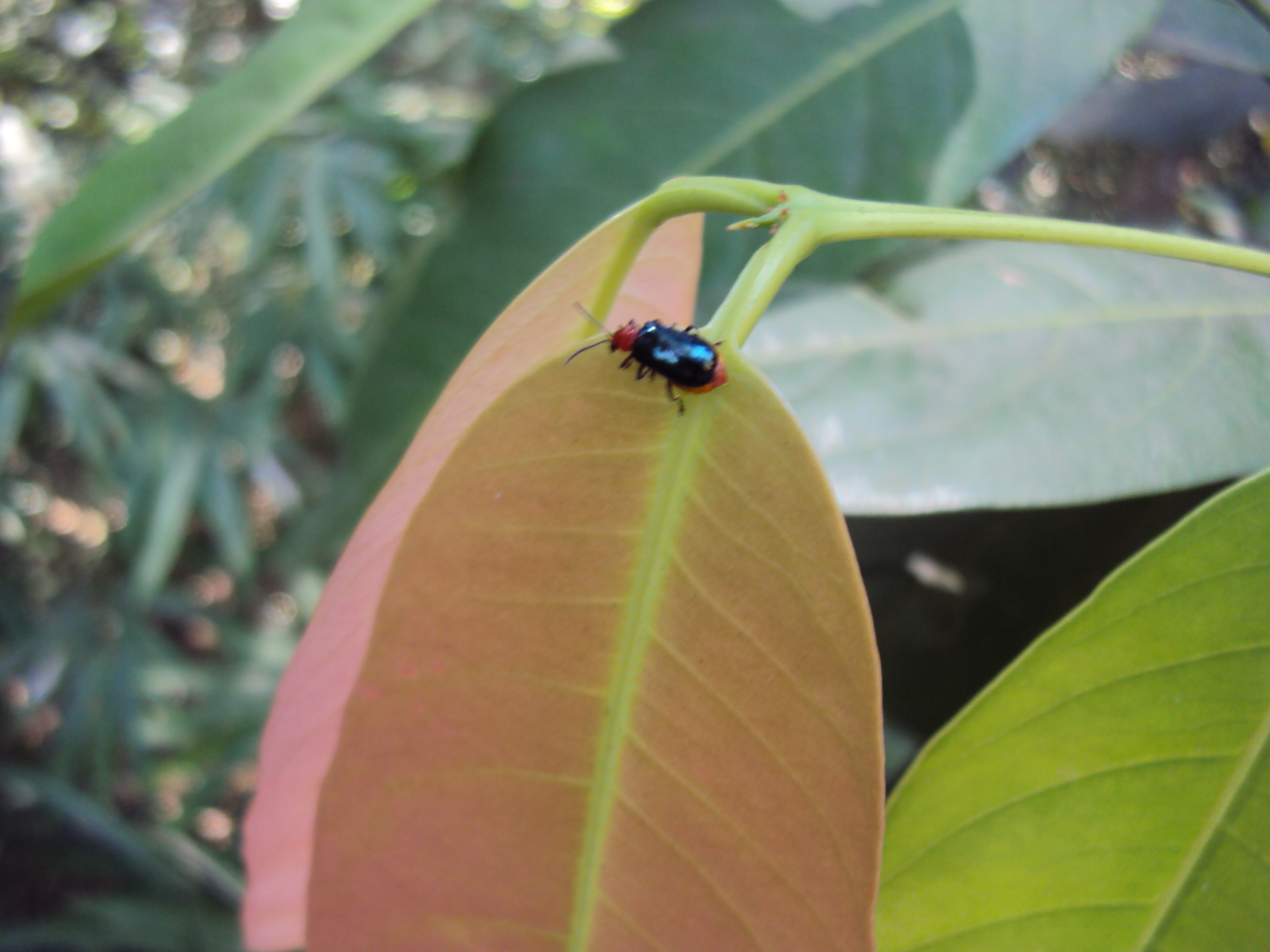
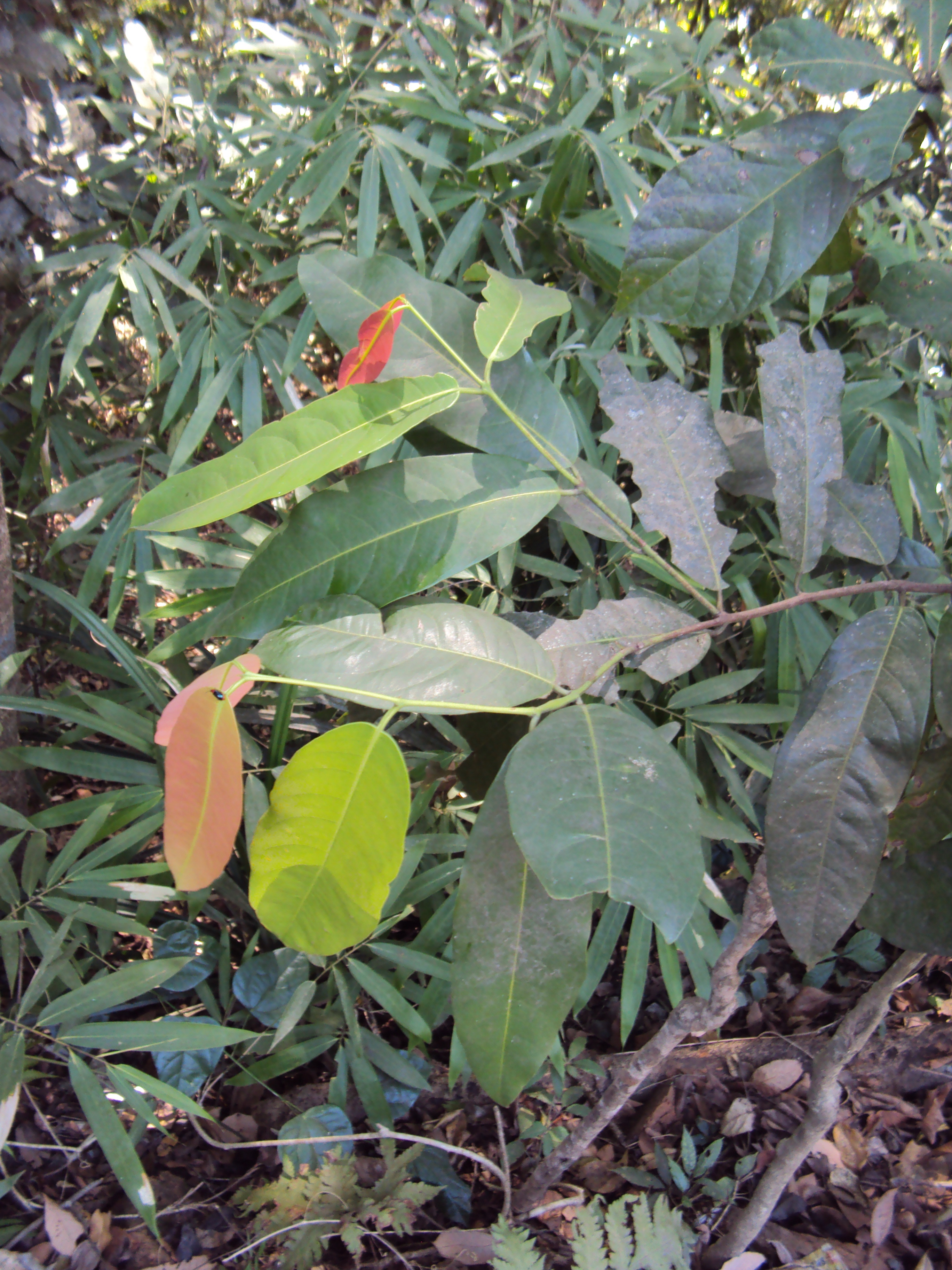
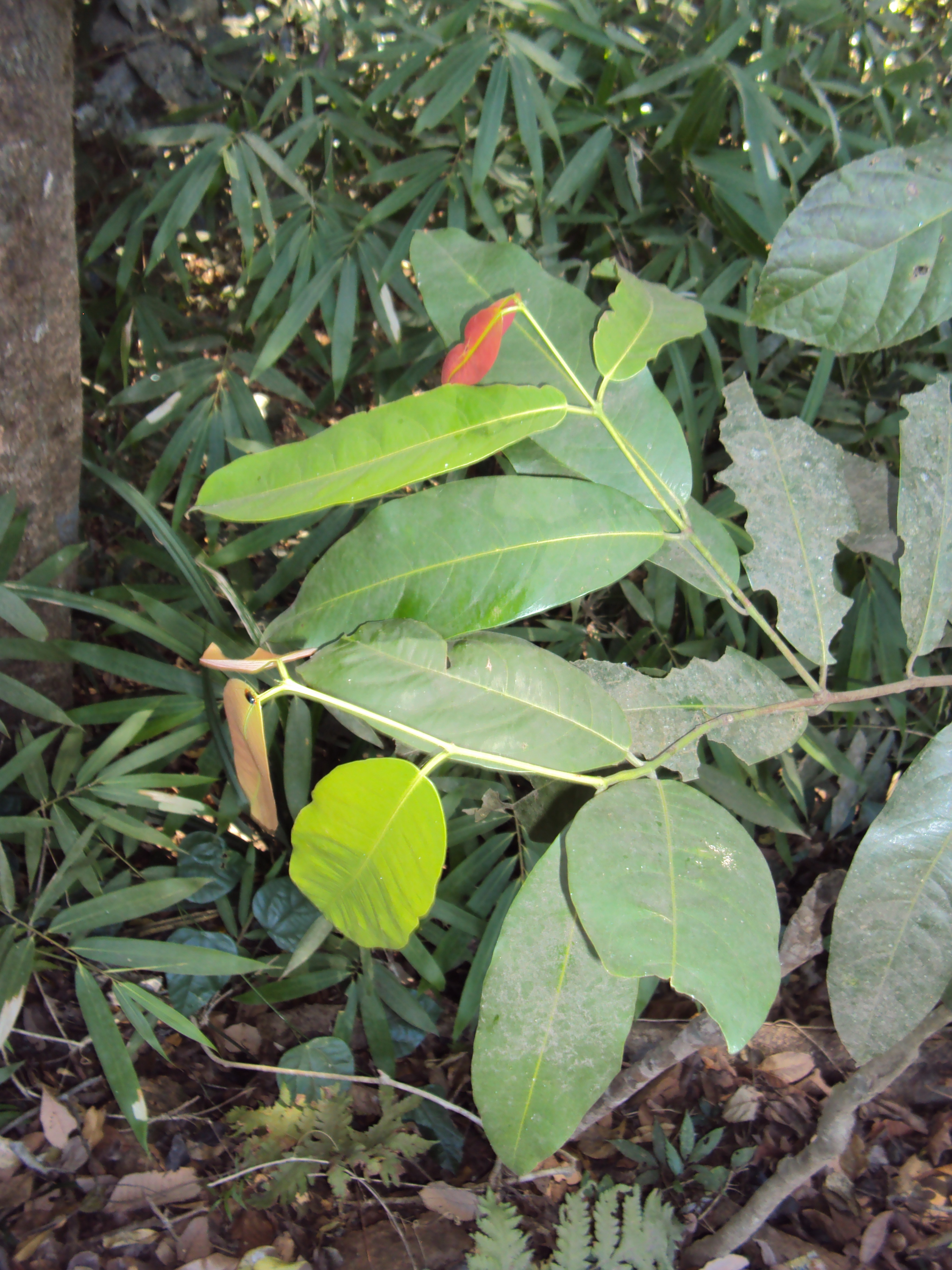
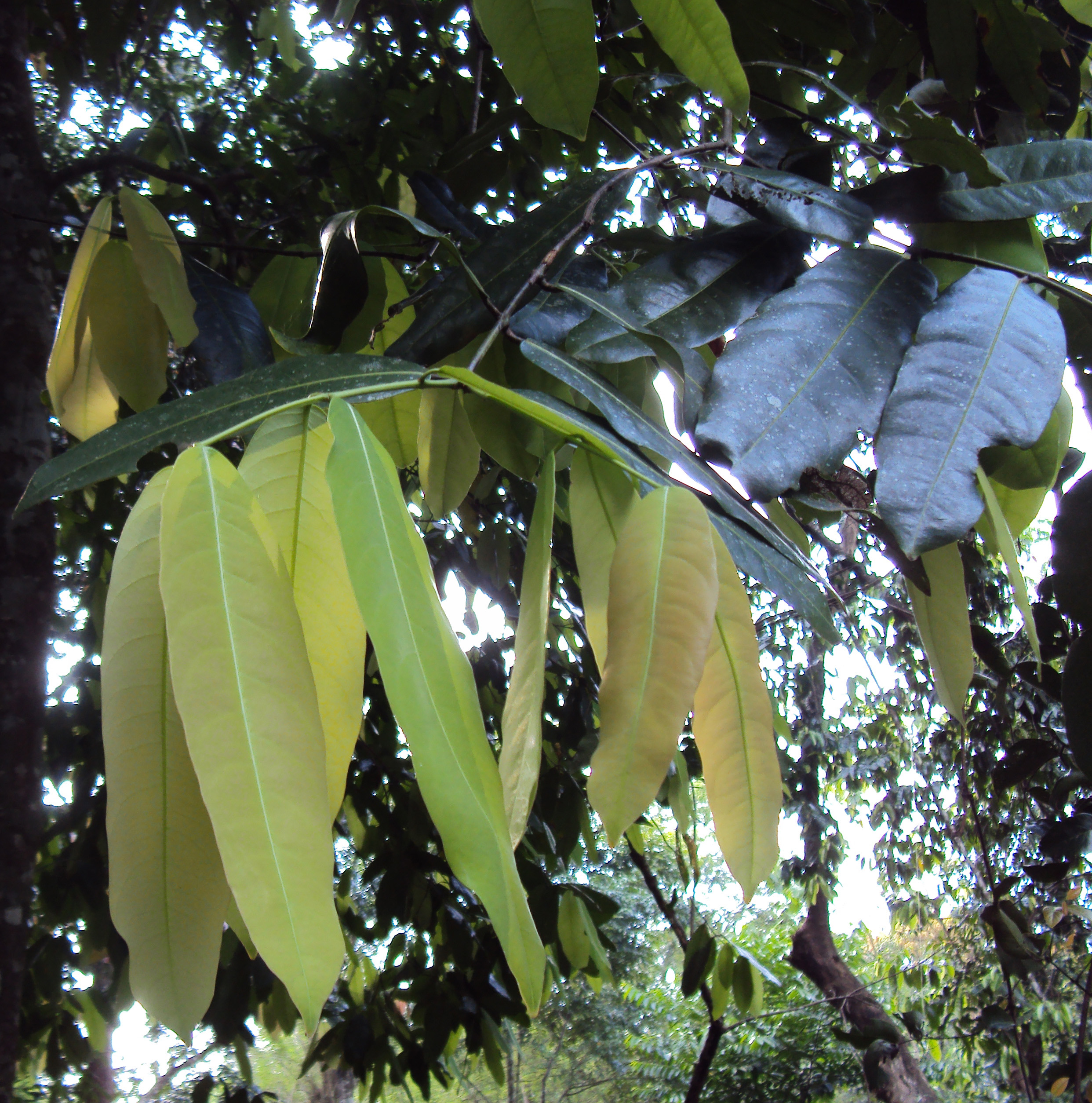